# Balón de Oro 2001

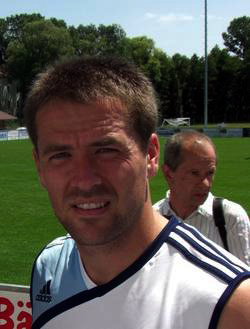
Michael Owen, ganador del Balón de oro de 2001.

La edición de 2001 del Balón de Oro, 46 ª edición del premio de fútbol creado por la revista francesa France Football, fue ganada por el inglés Michael Owen (Liverpool).
Los miembros del jurado que votaron fueron 51, de Albania, Andorra, Alemania, Armenia, Austria, Azerbaiyán, Bélgica, Bielorrusia, Bosnia-Herzegovina, Bulgaria, Chipre, Croacia, Dinamarca, Escocia, Eslovaquia, Eslovenia, España, Estonia, Finlandia, Francia, Gales, Georgia, Grecia, Hungría, Inglaterra, Irlanda, Irlanda del Norte, Islandia, Islas Feroe, Israel, Italia, Letonia, Liechtenstein, Lituania, Luxemburgo, Macedonia, Malta, Moldavia, Noruega, Países Bajos, Polonia, Portugal, República Checa, Rumania, Rusia, San Marino, Suecia, Suiza, Turquía, Ucrania y Yugoslavia.

## Ranking
| Pos. | Nac.                                      | Jugador              | Puntos | Equipo                                 |
| ---- | ----------------------------------------- | -------------------- | ------ | -------------------------------------- |
| 1    | Bandera de Inglaterra                     | Michael Owen         | 176    | Liverpool F. C.                        |
| 2    | Bandera de España                         | Raúl González Blanco | 140    | Real Madrid C. F.                      |
| 3    | Bandera de Alemania                       | Oliver Kahn          | 114    | F. C. Bayern Múnich                    |
| 4    | Bandera de Inglaterra                     | David Beckham        | 102    | Manchester United                      |
| 5    | Bandera de Italia                         | Francesco Totti      | 57     | A. S. Roma                             |
| 6    | Bandera de Portugal                       | Luís Figo            | 56     | Real Madrid C. F.                      |
| 7    | Bandera de Brasil                         | Rivaldo              | 20     | F. C. Barcelona                        |
| 8    | Bandera de Ucrania                        | Andriy Shevchenko    | 27     | A. C. Milan                            |
| 9    | Bandera de Francia                        | Thierry Henry        | 14     | Arsenal F. C.                          |
| =    | Bandera de Francia                        | Zinedine Zidane      | 14     | Juventus F. C. / Real Madrid C. F.     |
| 11   | Bandera de Francia                        | Bixente Lizarazu     | 10     | F. C. Bayern Múnich                    |
| 12   | Bandera de Francia                        | David Trezeguet      | 7      | Juventus F. C.                         |
| 13   | Bandera de Alemania                       | Stefan Effenberg     | 6      | F. C. Bayern Múnich                    |
| 14   | Bandera de Suecia · Bandera de Cabo Verde | Henrik Larsson       | 4      | Celtic F. C.                           |
| =    | Bandera de Italia                         | Alessandro Nesta     | 4      | S. S. Lazio                            |
| 16   | Bandera de Argentina                      | Hernán Crespo        | 3      | S. S. Lazio                            |
| =    | Bandera de Argentina                      | Juan Sebastián Verón | 3      | S. S. Lazio / Manchester United F. C.  |
| 18   | Bandera de Brasil                         | Giovane Élber        | 2      | F. C. Bayern Múnich                    |
| =    | Bandera de Finlandia                      | Sami Hyypiä          | 2      | Liverpool F. C.                        |
| =    | Bandera de España                         | Gaizka Mendieta      | 2      | Valencia C. F. / S. S. Lazio           |
| =    | Bandera de Polonia · Bandera de Nigeria   | Emmanuel Olisadebe   | 2      | Polonia Varsovia / Panathinaikos F. C. |
| =    | Bandera de Brasil                         | Roberto Carlos       | 2      | Real Madrid C. F.                      |
| =    | Bandera de Dinamarca                      | Ebbe Sand            | 2      | F. C. Schalke 04                       |
| =    | Bandera de Italia                         | Damiano Tommasi      | 2      | A. S. Roma                             |
| 25   | Bandera de Italia                         | Roberto Baggio       | 1      | Brescia                                |
| =    | Bandera de Inglaterra                     | Steven Gerrard       | 1      | Liverpool F. C.                        |
| =    | Bandera de Portugal                       | Rui Costa            | 1      | A. C. F. Fiorentina / A. C. Milan      |